# Ballarra longipalpus
Ballarra longipalpus is een hooiwagen uit de familie Neopilionidae. De wetenschappelijke naam van Ballarra longipalpus gaat terug op G. S. Hunt & J. C. Cokendolpher.